# Akumulacijsko jezero Gazivode
Akumulacijsko jezero Gazivode (alb. Liqeni i Ujëmani, srp. Језеро Газиводе) je umjetno jezero na Kosovu i u Srbiji. Jezero Gazivode ima površinu od 12 km2 od čega 9,2 km2 na sjeveru Kosova i 2.7 km2 na teritoriju Srbije. Jezero je nastalo pregrađivanjem rijeke Ibar na području današnjeg Kosova, a jezero se proteže do u Srbiju, pri čemu čini granicu između Srbije i Kosova u dužini od oko 4 km.

## Povijest
Kao projekt, pregradnja Ibra za stvaranje akumulacije, a time i proizvodnja hidroelektrične energije, postojala je od 1960-ih kako bi se pokrile energetske potrebe stanovništva i gospodarstva Socijalističke Autonomne Pokrajine Kosovo koje je u to vrijeme bilo u ekspanziji. Gazivode su nastale između 1973. i 1978. godine. Neki izvori tvrde da je do 1000 ili 230 ljudi koji su živjeli na tom području preseljeno. Projekt je izveo Energoprojekt, državno poduzeće Jugoslavije za razvoj hidroenergije. Glavni izvođač radova bila je beogradska tvrtka "Hidrotehnika".
Izgradnja Gazivoda koštala je 90 milijuna dolara. Polovicu toga financirao je Fond za razvoj infrastrukture Jugoslavije, fond koji se plaćao porezima u svim saveznim republikama i autonomnim pokrajinama. Ostalih 50% financirano je kreditima Svjetske banke. Raspad Jugoslavije 1990-ih i neovisnost Kosova 2008. rezultirali su sporom između Republike Srbije i Kosova oko vlasništva nad Gazivodama. Srbijanski izvori tvrde da je treba priznati kao legalnog vlasnika projekta jer je većina kreditnih obveza prebačena na Srbiju u postjugoslavenskom razdoblju. Kosovski izvori tvrde da je pravna osoba zadužena za kredite Svjetske banke bila Socijalistička Autonomna Pokrajina Kosovo, dok Srbija kao pravna osoba nije bila uključena u financiranje projekta. Kosovo dalje tvrdi da su odštete ljudima koji su preseljeni kako u Autonomnoj Pokrajini tako i na Kosovu i Srbiji isplatile isključivo institucije Pokrajine Kosovo.
Branu trenutno kontroliraju Srbi koji žive na sjeveru Kosova, Srbi lojalni Srbiji.

## Arheološki nalazi
Na području sliva Ibra, rimska nekropola i srednjovjekovni dvor supruge kraljice Jelene Anžujske nalazio se u Brnjaku, kod Zubinog Potoka, gdje je osnovala stručni tečaj za siromašne djevojke koji su mještani nazvali prvom školom za žene na Balkanu. . U jezeru su pronađeni nadgrobni spomenici, vjerojatno srednjovjekovni artefakti, srpske pravoslavne crkve i kuće iz 19. stoljeća. Ostaje nejasno jesu li oni povezani s antičkim i srednjovjekovnim razdobljima. Tim ruskih arheologa pokrenuo je projekt mapiranja arheoloških nalaza u jezeru i istraživanja svih mogućih poveznica s antikom.